# Aleksandar Kovacevic (tennista)
Aleksandar Kovacevic (New York, 29 agosto 1998) è un tennista statunitense.
Ha disputato in singolare due finali nel circuito maggiore, ha vinto alcuni titoli nei circuiti minori e il suo miglior ranking ATP è il 66º posto del luglio 2025.

## Biografia
Di padre serbo e madre bosniaca, entrambi giocatori professionisti di tennis da tavolo, nasce e cresce a New York, dove gioca per la prima volta a tennis a 4 anni. Nel 2021 completa gli studi di College all'Università dell'Illinois.

## Carriera

### Inizi
Fino al 2021 è impegnato a giocare con la squadra di tennis del College. Fa la prima isolata apparizione tra i professionisti nel 2016, nei due anni successivi gioca alcuni altri tornei senza risultati di rilievo. Nel 2019 si mette in luce nel circuito ITF, a fine anno disputa una finale ITF e raggiunge i quarti di finale in un torneo del circuito Challenger. Nel 2020 non va oltre il terzo turno raggiunto in un Challenger, nel 2021 disputa la prima semifinale in un Challenger al Cleveland Open. Alla sua prima esperienza in un torneo del Grande Slam, al secondo turno di qualificazione degli US Open 2021 supera il nº 94 del ranking ATP Benjamin Bonzi, primo top 100 sconfitto in carriera, e viene eliminato nel turno successivo.

### 2022: debutto e prima semifinale nel circuito ATP, top 200
Perse altre due semifinali Challenger, entra per la prima volta nella top 250 del ranking ATP il 25 luglio 2022 come nº 227 del mondo dopo aver perso la sua prima finale in un Challenger a Indianapolis contro Wu Yibing. A settembre fa il suo debutto in un torneo ATP al Korea Open entrando nel tabellone principale come lucky loser; vince il primo incontro nel circuito maggiore sconfiggendo al primo turno la settima testa di serie e nº 32 del mondo Miomir Kecmanović. Ha quindi la meglio su Tseng Chun-hsin, raggiunge la sua prima semifinale ATP superando Mackenzie McDonald e viene sconfitto da Yoshihito Nishioka con il punteggio di 3-6, 6-4, 3-6. A fine torneo entra per la prima volta nella top 200 del ranking, in 167ª posizione. Chiude il 2022 al 158º posto mondiale dopo aver disputato una semifinale Challenger a novembre.

### 2023: primi titoli Challenger e 101º nel ranking
Nel febbraio 2023, nella finale del Cleveland Open si prende la rivincita su Wu Yibing vincendo il primo titolo Challenger. A fine mese sconfigge il nº 64 del mondo Adrian Mannarino al Monterrey Challenger ed esce nei quarti di finale. A marzo vince anche il Challenger Texas Tennis Classic superando in finale Alexandre Müller. Raggiunge quindi i quarti al Challenger 125 di Phoenix, il secondo turno al Miami Open e porta il best ranking al 101º posto mondiale. Esordisce in una prova del Grande Slam al Roland Garros ed esce al primo turno per mano del vincitore del torneo Novak Đoković, mentre cede al terzo turno delle qualificazioni a Wimbledon. Torna a vincere un incontro ATP al Los Cabos Open, al secondo turno supera il nº 13 del mondo Cameron Norrie ed esce di scena nei quarti per mano di Dominik Koepfer. A ottobre si aggiudica il Challenger di Shenzhen sconfiggendo in finale Nuno Borges e a fine stagione si impone anche in finale al Challenger Temuco

### 2024: primo match vinto in uno Slam e 72º al mondo
Supera le qualificazioni e vince il primo incontro in una prova dello Slam agli Australian Open sconfiggendo al quinto set Alejandro Tabilo prima di cedere in 4 set a Karen Chačanov, risultati con cui fa il suo ingresso nella top 100 del ranking, all'85º posto. Come l'anno precedente esce nei quarti a Los Cabos, questa volta per mano di Stefanos Tsitsipas. All'Abierto Mexicano de Tenis elimina il nº 32 del mondo Jordan Thompson e viene sconfitto al secondo turno da Holger Rune. Nei tornei successivi raggiunge il secondo turno solo a Houston. Torna al successo a luglio sull'erba di Newport, dove esce nei quarti per mano di Alex Michelsen dopo aver eliminato Arthur Rinderknech. Sale al 75º posto ATP dopo aver raggiunto il terzo turno a Washington e aver superato le qualificazioni a Cincinnati. Nel finale di stagione non consegue risultati di rilievo, sale comunque al 72º posto nonostante la sconfitta al primo turno degli US Open. A fine anno esce dalla top 100.

### 2025: prime 2 finali ATP, due titoli Challenger e 66º nel ranking
Si sblocca dopo l'eliminazione nelle qualificazioni degli Australian Open e vince il successivo Challenger 100 dell'Oeiras indoor II con la vittoria in finale su Zsombor Piros. Raggiunge la sua prima finale ATP all'Open Sud de France superando in semifinale Andrej Rublëv, primo top 10 sconfitto in carriera, cede al tie-break del set decisivo a Félix Auger-Aliassime e risale al 75º posto mondiale. Torna a mettersi in luce a marzo vincendo il Challenger 175 da 250.000 $ della Copa Cap Cana, lasciando solo cinque giochi in finale a Damir Džumhur. Dopo i quarti di finale raggiunti all'ATP di Houston, nei successivi 10 tornei vince solo alcuni match di qualificazione e nei tabelloni principali viene sempre eliminato al turno di esordio.
Si riscatta raggiungendo la finale al Los Cabos Open grazie alla seconda vittoria stagionale su Rublëv e perde da Denis Shapovalov con il punteggio di 4–6, 2–6, risultato con cui porta il miglior ranking al 66º posto.

## Statistiche

### Singolare

#### Finali perse (2)
| Legenda              |
| Grande Slam (0)      |
| ATP Finals (0)       |
| ATP Masters 1000 (0) |
| ATP Tour 500 (0)     |
| ATP Tour 250 (2)     |

| N. | Data            | Torneo                          | Superficie  | Avversario in finale  | Punteggio           |
| 1. | 2 febbraio 2025 | Open Sud de France, Montpellier | Cemento (i) | Félix Auger-Aliassime | 2–6, 7–6(7), 6(2)–7 |
| 2. | 20 luglio 2025  | Los Cabos Open, Los Cabos       | Cemento     | Denis Shapovalov      | 4–6, 2–6            |

### Tornei minori

#### Singolare

##### Vittorie (6)
| Legenda tornei minori |
| Challenger (6)        |
| ITF (0)               |

| N. | Data            | Torneo                         | Superficie  | Avversario in finale | Punteggio        |
| 1. | 5 febbraio 2023 | Cleveland Open, Cleveland      | Cemento (i) | Wu Yibing            | 3-6, 7-5, 7-6(2) |
| 2. | 5 marzo 2023    | Texas Tennis Classic, Waco     | Cemento     | Alexandre Müller     | 6-3, 4-6, 6-2    |
| 3. | 22 ottobre 2023 | Shenzhen Longhua Open, Shenzen | Cemento     | Nuno Borges          | 7-6(4), 7-6(5)   |
| 4. | 3 dicembre 2023 | Challenger Temuco, Temuco      | Cemento     | Gilbert Klier Júnior | 4-6, 6-3, 6-3    |
| 5. | 19 gennaio 2025 | Oeiras indoor II               | Cemento (i) | Zsombor Piros        | 6-4, 7-6(4)      |
| 6. | 16 marzo 2025   | Copa Cap Cana, Punta Cana      | Cemento     | Damir Džumhur        | 6-2, 6-3         |

##### Finali perse (2)
| Legenda tornei minori |
| Challenger (1)        |
| ITF (1)               |

| N. | Data            | Torneo                                              | Superficie  | Avversario in finale | Punteggio             |
| 1. | 27 ottobre 2019 | M25 Fayetteville, Fayetteville                      | Terra rossa | Roberto Cid Subervi  | 2–6, 2–6              |
| 2. | 24 luglio 2022  | Rajeev Ram Foundation Indy Challenger, Indianapolis | Cemento (i) | Wu Yibing            | 7–6(10), 6(13)–7, 3–6 |

### Vittorie contro top 10
| Anno     | 2025 | Totale |
| -------- | ---- | ------ |
| Vittorie | 2    | 2      |

| Anno | N. | Avversario        | Ranking | Torneo                          | Superficie  | Turno | Punteggio     |
| 2025 | 1. | Andrej Rublëv     | 10      | Open Sud de France, Montpellier | Cemento (i) | SF    | 7-5, 6-4      |
| 2025 | 2. | Andrej Rublëv (2) | 10      | Open Sud de France, Montpellier | Cemento     | SF    | 3-6, 6-4, 6-4 |